# Хикимаю

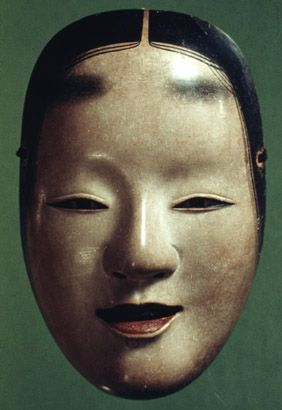
Маска театра но с хикимаю. XVI век

Хикимаю (яп. 引眉, хики — «тянуть» + маю — «брови») — традиция удалять брови и рисовать вместо них на лбу тёмные пятна, распространённая в Японии с периода Нара до XIX века. Японские аристократы выщипывали или брили брови и рисовали новые порошковыми чернилами хаидзуми, которые делали из сажи, полученной из кунжутного или рапсового масла.

## История
Традиция хикимаю появилась в VIII веке, когда японский двор перенял китайские обычаи и моду. Японские аристократки начали красить лица белым порошком осирои. Вероятно, хикимаю стали делать потому, что без бровей было легче наносить на лицо осирои. В то время брови рисовали в форме дуг, так же как и в Китае. Также женщины начали чернить зубы, эта традиция известна как охагуро.
Японская культура начала бурно развиваться самостоятельно в период Хэйан, с 794 года. Искусства при императорском дворе достигли вершины утонченности. Женщины начали носить чрезвычайно искусно сделанные костюмы, разукрашивать свои лица более густо и рисовать брови в виде овалов или пятен на лбу. Одно из объяснений этого заключается в том, что когда японки получили возможность носить волосы свободно спадающими вниз с обеих сторон, лоб стал слишком заметным, рисованием бровей в виде овалов на верхней части стремились исправить баланс лица.
В конце период Хэйан, который закончился в 1185 году, даже мужчины белили лица, чернили зубы и делали хикимаю. Хикимаю был в моде у женщин на протяжении многих веков. В драматическом театре но, появившемся в XIV веке, маски для ролей девушек, как правило, имеют брови в этом стиле.
В период Эдо, с XVII века, хикимаю и охагуро делали только замужние женщины. Во второй половине XIX века японское правительство завершило политику самоизоляции и стало перенимать западную культуру. Нарисованные на лбу брови и чёрные зубы оказались неприемлемыми для современного общества, и в 1870 году хикимаю и охагуро попали под запрет. В настоящее время их можно встретить только в исторических драмах, таких как но, и иногда на местных фестивалях.

## В литературе

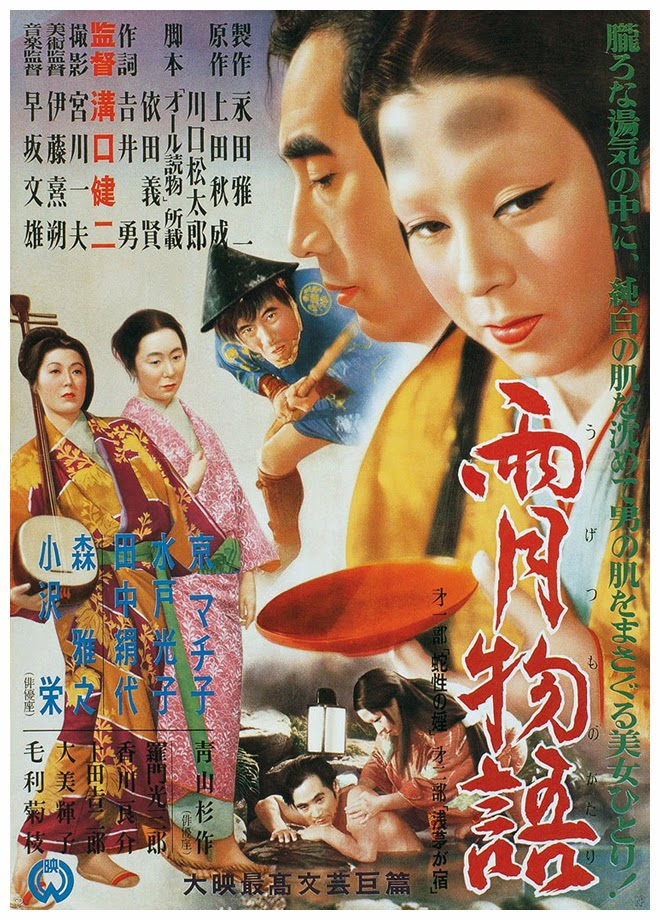
Постер к фильму 1953 года «Сказки туманной луны после дождя». У женщины на переднем плане есть хикимаю

Хикимаю упоминается в обоих великих произведениях литературной классики периода Хэйан, «Повести о Гэндзи» и «Записках у изголовья».
Отрывок из «Повести о Гэндзи», эпизод в конце шестой главы о девочке в возрасте около десяти лет, живущей во дворце императора Го-Нидзё. В переводе Татьяны Соколовой-Делюсиной:

Из-за приверженности старой монахини к обычаям прошлого девочке до сих пор не чернили зубов, но сегодня Гэндзи распорядился, чтобы её лицу придали соответствующий нынешним требованиям вид, и она была особенно хороша с начерненными зубами и четко очерченными бровями.

Перевод «Записок у изголовья» Веры Марковой:

85. То, что грустно видеть

Как, непрерывно сморкаясь, говорят сквозь слезы.

Как женщина по волоску выщипывает себе брови.

## В кино
Хикимаю можно увидеть во многих японских исторических фильмах, например в таких как «Расёмон», «Сказки туманной луны после дождя», «Ран». В первых двух фильмах играет актриса Матико Кё. В «Расемоне», чьё действие происходит в период Хэйан, она играет жену самурая, которая пробуждает желание бандита. Действие «Сказок…» приходится на период Сэнгоку (гражданской войны) в 1493—1573 года, в нём она играет призрака, который соблазняет главного героя. В «Ране», снятом по мотивам «Короля Лира», хикимаю можно увидеть на Миэко Хараде в роли Леди Каэдэ, которая пытается уничтожить клан Итимондзи, манипулируя князем Хидэторой и его тремя сыновьями, чтобы они убили друг друга.